# Blindage (mécanique)
Pour les articles homonymes, voir Blindage.

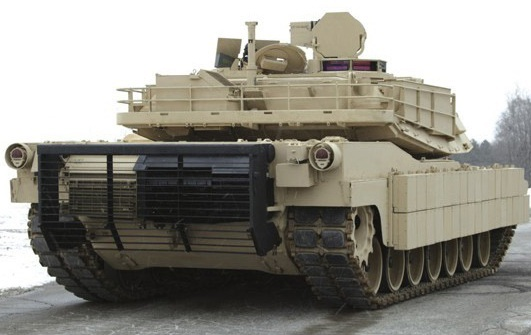
Blindage cage sur l’arrière d'un char M1 Abrams américain.

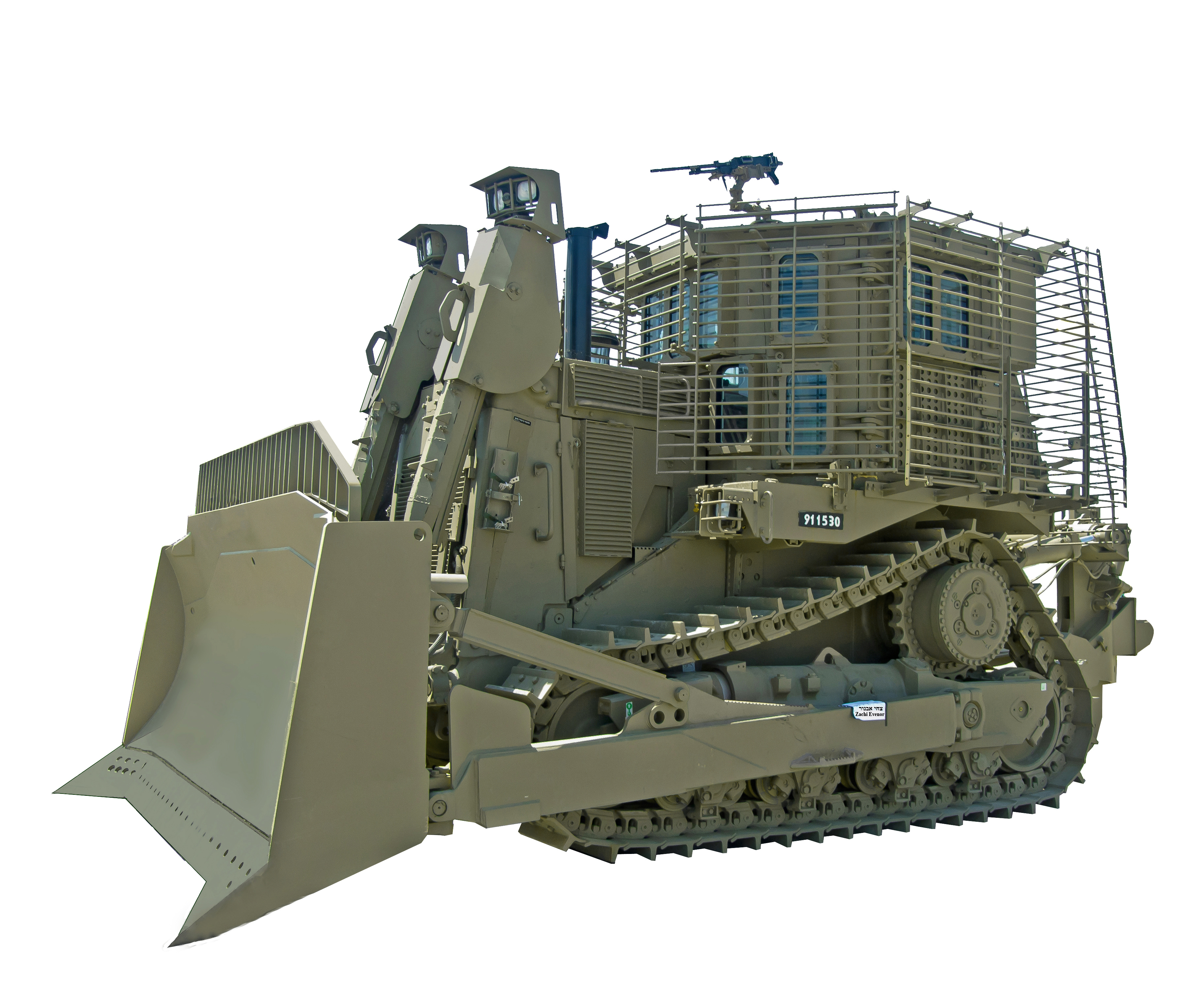
Caterpillar D9 de Tsahal, un bulldozer blindé avec un blindage cage. Le blindage du D9 neutralise partiellement les roquettes RPG-7 et même les missiles antichars AT-3 Sagger.

En mécanique un blindage est une paroi, destinée à protéger ce qui est derrière, ou une enveloppe, destinée à protéger ce qui se trouve à l'intérieur.

## Blindage militaire

### Présentation
Les véhicules militaires terrestres, aériens ou nautiques, sont souvent blindés afin de fournir une protection aux équipages pendant les missions effectuées sous le feu ennemi.
Combattre en mouvement, tout en étant couvert, a toujours été un rêve pour les fantassins. Déjà, dans l'Antiquité et particulièrement dans la phalange hoplitique des cités-États grecques et du royaume de Macédoine et dans les légions romaines, les équipements et techniques de protection au combat furent inventés (cuirasse, casque, cotte, tortue, etc.). Certaines sont encore utilisées de nos jours, dans certains cas, par les forces spéciales, comme la formation de la tortue. Les chevaux ont aussi été lourdement protégés, permettant ainsi la création d’une cavalerie lourde (les cataphractaires).

### Blindage des navires de guerre, les premières théories modernes

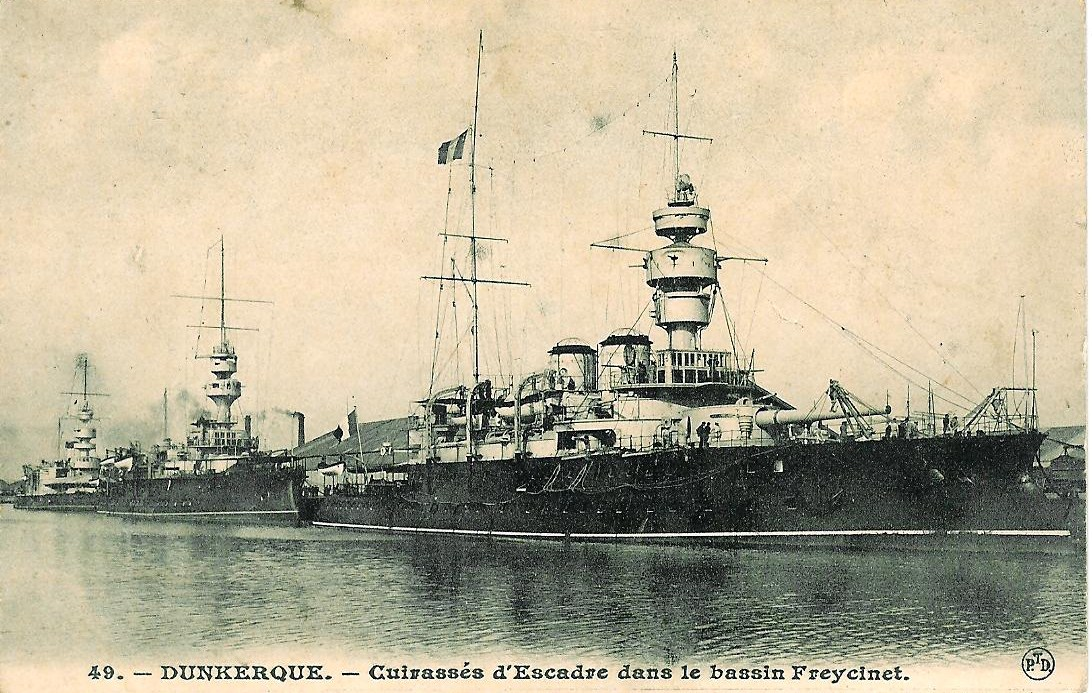
Cuirassé d'escadre

Du milieu du XIXe siècle à celui du XXe siècle, le blindage des navires de guerre a considérablement augmenté avec l'apparition des navires de ligne avant de quasiment disparaître des navires modernes avec l'apparition de l'électronique. Les théoriciens des divers marines sont les premiers à modéliser le blindage.
À la fin du XIXe siècle, l'ingénieur et capitaine de la marine française, Jacob de Marre, a modélisé les résultats de ses expériences dans une équation. Cette formule est à la base de la théorie de la résistance des blindages.
Pour lui, l’énergie cinétique nécessaire pour percer un blindage est fonction essentiellement du diamètre du projectile, de l’épaisseur de la plaque et de sa résistance mécanique. Cette théorie est aujourd’hui toujours valable pour des projectiles classiques cylindro-coniques et à des vitesses à l’impact de l’ordre de 1 000 m/s. Cette formule n’est nullement applicable pour les obus à charge creuse.
Ci-après un extrait du « cours d’architecture navale. Tome III, conception du navire, fascicule 1 - Projet de navire . § 1.23 ( protection) » daté de 1951 de l'école nationale supérieurs du génie maritime (ENSGM), aujourd’hui d'École nationale supérieure de techniques avancées de H. Amiot, Ingénieur en chef du génie maritime et directeur technique de la Section technique des constructions et armes navales (aujourd’hui absorbée par la direction générale de l'Armement) : À l’égard de la protection contre l’action d’artillerie, autrefois seule à craindre, le problème est limité au caisson blindé. Il se formule de façon relativement simple.
On impose de protéger le bâtiment, entre certaines distances et certains azimuts de combat, contre une certaine artillerie (normalement d’un bâtiment de même classe que le bâtiment en projet et qui , par suite — du moins en première approximation — est de même calibre et de mêmes caractéristiques que celle du bâtiment étudié).
On vise à éviter la pénétration des projectiles attaquants à l’intérieur du caisson blindé.
L’effet des projectiles sur les blindages dépend :
- Des caractéristiques des blindages (nature et qualité métallurgiques, épaisseur) ;
- Des caractéristiques des projectiles (fonction de leur calibre- la masse étant en particulier pour des projectiles semblables proportionnelle au cube du calibre — de leur tracé — de leurs caractéristiques métallurgiques) ;
- Des conditions d’impacts ; vitesse et angle d’inclinaison.

Les phénomènes de pénétration se résument, à première vue, en une absorption de la force vive du projectile par le travail de déformation de la plaque. Ils sont en fait très complexes et impossibles à analyser théoriquement de façon complète. Ils se différencient nettement selon qu’il y a attaque sensiblement normale du projectile — assurant perforation par poinçonnage — ou, au contraire, fortement oblique – assurant déchirement par défoncement .
Les résultats de nombreuses expériences poursuivies au polygone de Gâvres ont permis d’établir les formules empiriques suivantes.
Sous attaque sensiblement normale, on a la formule de perforation de Jacob de Marre :
pVsp² = K a 1.5 (e /cos j)1.4
ou sous forme classique :
Vsp² = 1530 r²( a/p) 1.5 (e /cos j)1.4
où :
Vsp = vitesse stricte de perforation (en m /s)
- r = coefficient caractéristique de l’ensemble plaque projectile (de l’ordre de 1,2)
- a = calibre du projectile (en dcm)
- p = masse du projectile (en kg)
- e = épaisseur de plaque (en dcm)
- j = angle d’incidence (par rapport à la normale à la plaque)

Formule qui est valable pour un angle d’incidence assez faible et en tout cas inférieur à l’angle limite de ricochet (variable de 20 à 50°).
Sous attaque fortement oblique, on a la formule de déchirement de d’Aveline : Vsd = 1000 D (a0.26/p0.55) L0.5  e0.85 f (i)
où
- Vsd = vitesse stricte de déchirement (en m /s)
- D = coefficient caractéristique de l’ensemble plaque projection
- a = calibre du projectile (en dcm)
- p = masse du projectile (en kg)
- L = Longueur du projectile (en dcm)
- j = angle d’incidence (par rapport à la normale à la plaque)
- f (i) = fonction nettement décroissante de l’angle d’attaque, i=/2- j)

Formule qui est valable pour un angle d’attaque compris entre 25 et 50° c’est-à-dire un angle j compris entre 40 et 75°.
Pour la détermination d’un blindage :
- Les caractéristiques du projectile sont supposées connues
- La vitesse et l’angle d’impact sont fonction de la vitesse initiale supposée du projectile n de la portée (qui, d’après la table de tir, fixe la vitesse restante et angle d’arrivée par rapport à l’horizontale) et de l’azimut de tir. Cet azimut intervenant différemment selon l’orientation du blindage par rapport à l’axe du navire.

Une fois fixées la nature du blindage et son inclinaison éventuelle sur l’horizontale, les formules ci-dessus permettent théoriquement d’en définir l’épaisseur minimum. Toutefois, la dispersion dans les qualités individuelles des différentes plaques est si forte que la détermination des épaisseurs par ces formules ne doit pas être considérée comme rigoureuse.
Le blindage de ceinture est déterminé par le risque de perforation au tir tendu, correspondant aux distances minima de tir
Le blindage des ponts est déterminé par le risque de déchirement au tir sous grand angle correspondant aux grandes distances de tir.
Mais, l’impossibilité d’assurer une protection absolue par la seule résistance du premier blindage rencontré, amène à la conception d’un premier blindage suffisant pour faire éclater à coup sûr le projectile et d’un pont blindé inférieur pare-éclats.
De toute façon, l’accroissement progressif des distances pratiques de combat tend à accroitre l’importance relative de la protection des ponts par rapport à celle de la ceinture (et cette exigence s’accorde avec celle de la protection contre les bombes d’aviation.

### L'acier
Au début du XXe siècle, les blindages d'acier étaient fabriqués en plaques, coupées aux dimensions et rivetées ensemble. Cependant, à la fin de la Première Guerre mondiale et dans les petits conflits des années 1930, les militaires découvrirent que les explosions les plus proches, ainsi que des coups superficiels, arrivaient souvent à faire sauter les rivets. Ceux‑ci étaient éjectés dans l'habitacle où ils ricochaient et provoquaient des blessures. On souda alors les plaques ensemble ou, mieux, on les coula d'une seule pièce. La construction rivetée perdura cependant durant la Seconde Guerre mondiale. Ce type de blindage est parfois également désigné « blindage acier homogène ».
Aujourd'hui, le blindage acier des chars est coulé en quelques grandes pièces de plusieurs tonnes. Le système de moulage et de traitement produit un durcissement spécial sur la surface extérieure. Ce côté durci détourne les obus ou fait éclater les plus faibles charges. La texture moins solide de l'intérieur assure qu'en cas de pénétration de la surface, l'ensemble du blindage ne va pas éclater. L'intérieur de la structure est souvent couvert de Kevlar ou d'un autre produit « balistique », qui empêche la diffusion de fragments de blindage ou d'obus à l'intérieur du char en cas de pénétration. Ce revêtement balistique est censé arrêter au moins les plus gros fragments, réduisant ainsi les dommages et les blessures infligées par une pénétration.

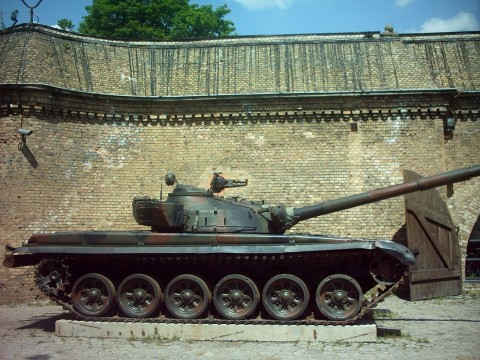
Un char soviétique T-72. On note la forme très arrondie de la tourelle.

### Blindage incliné, blindage arrondi
Bien qu'il y ait eu des exemples auparavant, c'est depuis le fameux T‑34 soviétique (produit en 1941) que les chars ont utilisé efficacement le blindage incliné. Ce blindage permet d'augmenter l'épaisseur réelle de leur protection, mais aussi d'augmenter les probabilités de ricochets lors des tirs. Un des premiers remèdes contre les têtes à charge creuse de type HEAT fut de changer la forme des plaques de blindage. Au lieu de souder des plaques planes, en formant des angles, dans les années 1950, les corps et les tourelles des chars furent dessinés avec des formes arrondies, obtenues par moulage. Ce blindage permettait aux coups de mieux rebondir, ou au moins aux obus HEAT et à leur jet de gaz de frapper le blindage selon un angle qui dévierait le jet dans l'air, plutôt qu'au cœur du char. Un tir de HEAT de plein fouet reste cependant fatal.

### Les blindages espacés
Le blindage espacé est l'agencement d'un blindage principal et d'un blindage secondaire, les deux blindages étant séparés par un espace creux. Le blindage secondaire peut être improvisé et ajouté après mise en service sur un véhicule existant, ou bien avoir été prévu dès la conception du véhicule. Il peut être constitué d'une plaque de blindage supplémentaire, d'une cage, et on peut considérer que les jupes ou les chenilles agissent parfois en tant que blindage espacé. Le but peut être soit de dévier un obus afin qu'il ne pénètre pas, soit de faire détoner une charge explosive à distance du blindage principal afin dans les deux cas d'épargner le blindage principal. L'apparition des charges creuses durant la Seconde Guerre mondiale a rendu ce type de blindage particulièrement intéressant, et on peut en voir trois exemples, avec les « Schürzen » (jupes) installées sur beaucoup de chars allemands dès 1942, avec les tourelles de certaines versions du PzKpfw IV, ou bien dans les flancs creux de l'IS-3 soviétique.

### Les blindages composites
Les blindages composites et Chobham furent inventés dans les années 1970. Ce type de blindage, que l'on désigne parfois simplement « sandwich » (de composites), est fait de couches de métal à haute densité/haute résistance et de céramiques plastiques de haute résistance à la chaleur. Les couches non métalliques jouent le rôle de pièges à chaleur ou de réflecteurs, réduisant la température du jet de gaz beaucoup plus vite que le métal. Cela veut surtout dire que le jet pénètre moins profondément. Les parties en céramique, de par leur dureté bien supérieure aux métaux communs, agissent aussi en brisant la tête des munitions perforantes à l'impact. En effet, ces dernières (par exemple l'obus flèche General Dynamics KEW-A1 américain), agissent en concentrant toute leur énergie en un seul point minuscule (la pointe de la flèche). Si cette pointe, généralement constituée d'un matériau dur (donc cassant), se brise à l'impact, la force exercée par l'obus contre le blindage se verra répartie sur une surface d'application bien plus large, ce qui en diminuera considérablement les effets.
Habituellement, le blindage composite a une surface extérieure d'acier durci, comme les blindages normaux. Mais en dessous, on trouve des couches successives de métaux et céramiques. Sur les Abrams, la première couche, extérieure, est en uranium inerte, une substance presque deux fois et demie plus dure que l'acier. D'autres couches suivent, composées de céramique et métaux. La céramique résiste mieux à la chaleur, et les métaux résistent mieux à l'énergie cinétique. L'effet global, c'est celui d'un blindage qui résiste à l'énergie cinétique au moins aussi bien qu'un blindage classique, et qui absorbe le jet brûlant des obus HEAT si bien qu'ils en deviennent presque inutiles. La couche intérieure du blindage, est un plastique ou un métal spécial résistant à l'éclatement au moins aussi bien que le tissu « balistique ». Le mélange exact du blindage Chobham est plus complexe qu'un simple empilage. Les céramiques peuvent être coulées dans une matrice en nid d'abeille, ou le contraire. Les couches peuvent venir l'une sur l'autre ou se recouvrir selon des systèmes complexes.
Tous les blindages composites ont en commun le fait qu'ils sont fabriqués en plaques. Les chars qui « adoptent » ce nouveau blindage doivent abandonner les formes arrondies et revenir aux angles aigus. D'où le profil au couteau du char M1 Abrams, du char Leopard II et du châssis avant des séries T-72 et T‑80 russes.

### Le blindage réactif

Fonctionnement de la charge creuse de la roquette du RPG-7.

L'URSS, puis la Russie, ont développé à partir de 1977 des systèmes de protection active utilisant des systèmes de brouillage et des ogives à fragmentation, le système Arena, ayant effectué des essais depuis 1995.
De leur côté, les Israéliens ont développé une défense réactive contre les charges creuses (HEAT) en tapissant la surface extérieure du véhicule de petites boîtes (parfois appelées « tuiles ») remplies d'explosif, le système Trophée ou Trophy. Lorsqu'un projectile heurte ces boîtiers avec une énergie importante, ces derniers détonent en libérant une onde de choc et une importante quantité de souffle dans la direction du projectile. Dans le cas d'une charge HEAT, l'explosion d'une tuile réactive le « balaye » littéralement et dévie son jet incandescent, qui ne peut alors plus pénétrer le blindage.
D'autres blindages réactifs existent, avec des tuiles qui n'explosent pas, ou constitués d'une armure électrique qui entoure le char et envoie une décharge dans les charges HEAT pour les faire exploser avant l'impact.

#### Avantages

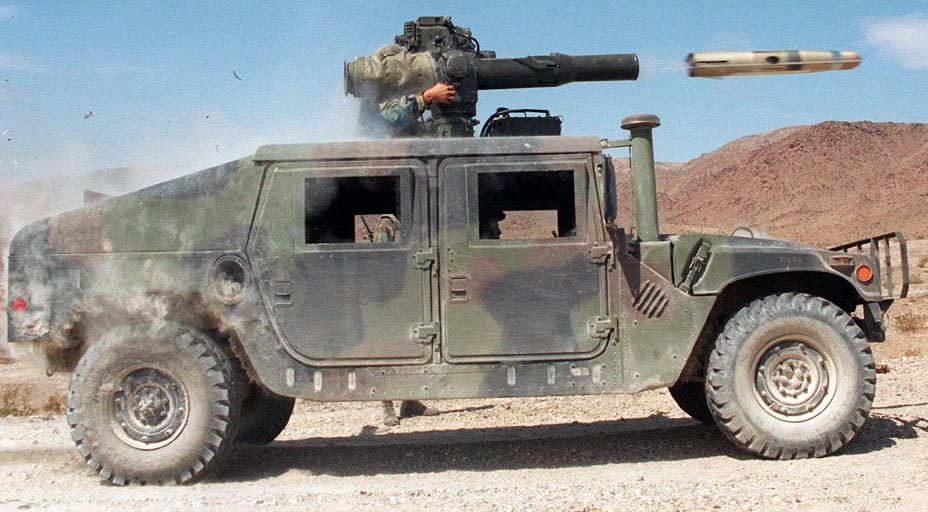
Tir d'un missile TOW.

Insensibles aux shrapnels et aux balles, l'explosion de ces conteneurs dévie l'action d'une charge creuse, rendant inopérant le jet de gaz de la charge. Cela réduit de beaucoup la pénétration du blindage. Les Israéliens appellent cela un blindage « Blazer ». Le blindage réactif peut être adapté à presque tous les types de blindages. Il donne au véhicule une bonne protection contre les HEAT.

#### Inconvénients
Cette épaisseur de « boîtes » peut piéger les obus et les dévier vers d'autres parties du char, quelquefois plus vulnérables encore. Ensuite, dès qu'un conteneur a été frappé par une charge, le char perd, à cet endroit, sa protection et devient vulnérable si un tir frappe au même endroit. Enfin, dernier inconvénient, le char transporte aussi des équipements et souvent du personnel à l'extérieur, tout près de ces boîtes : si celles-ci sont du type explosif, les soldats à proximité peuvent être gravement blessés. En outre, les blindages réactifs résistent moins bien aux obus à haute vélocité, les boîtes explosent sans pouvoir vraiment arrêter la tête de l'obus, qui poursuit son chemin.

#### Parade: les charges améliorées

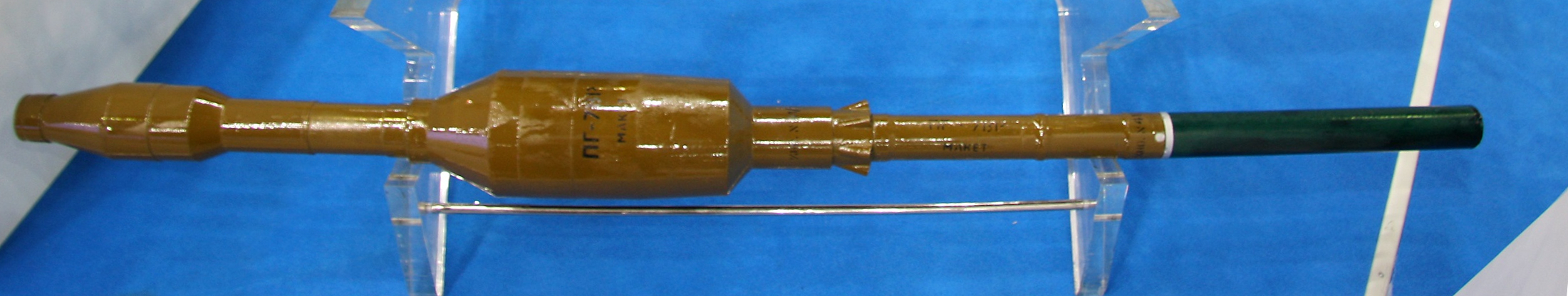
Roquette PG7-VR du lance-roquettes RPG-7. On distingue bien la présence des deux charges HEAT en tandem, la plus petite étant exposée en premier au blindage de la cible à détruire.

Pour combattre les blindages réactifs, de nouvelles charges HEAT ont été inventées. Les charges HEAT « à deux étages », aussi désignées « en tandem », disposent d'une petite charge HEAT au bout d'une sonde, suivie par une charge HEAT bien plus massive derrière. Cette première charge, de faible puissance, est supposée faire déclencher et mettre hors d'état le blindage réactif, qui laissera donc le blindage alors fraîchement exposé subit l'assaut de la charge HEAT principale. Aujourd'hui, beaucoup de missiles antichar sont équipés de ce type de charges militaires, tels les missiles TOW 2 et Javelin.
L'autre technique consiste à augmenter le diamètre de la tête HEAT. Cela crée un jet de gaz encore plus puissant, ce qui permet de compenser l'explosion réactive, ou de pénétrer plus profondément dans des matériaux composites. La tête du missile Hellfire a été conçue dans ce sens.

### Les alliages légers

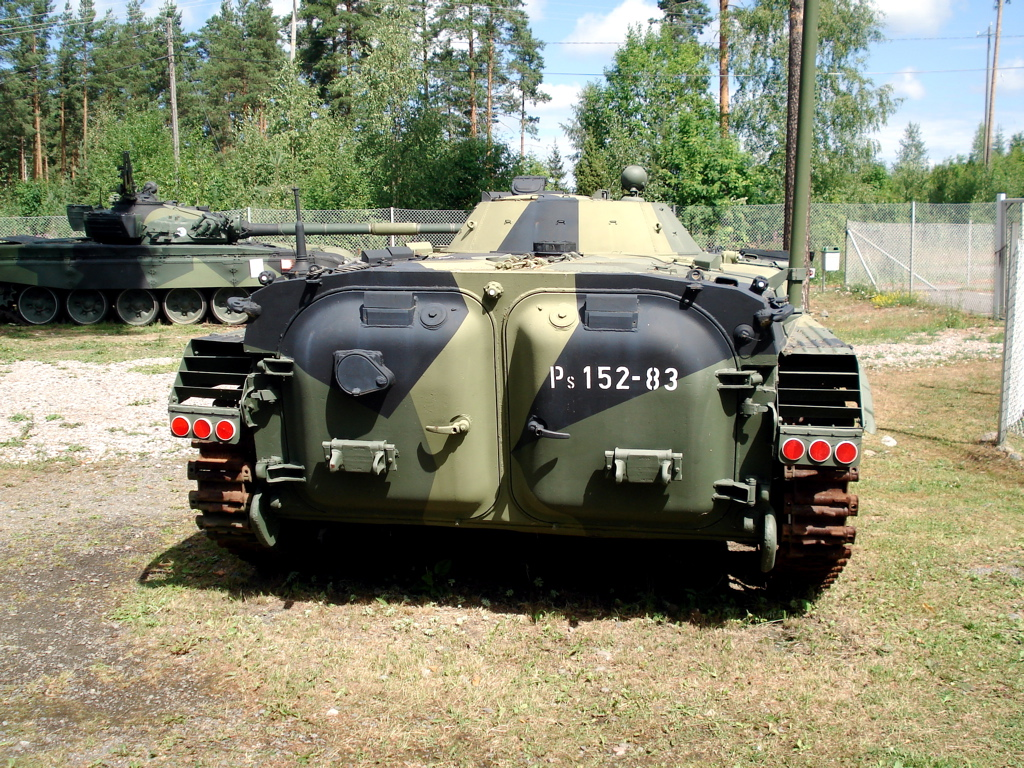
Vue de l'arrière d'un BMP-1.

Quelques chars légers et beaucoup de véhicules blindés de combat légers (transport de troupes) ont abandonné l'acier pour des alliages de métaux légers. L'aluminium est un des plus communs. Par exemple, les Américains utilisent l'aluminium pour leur transport de troupes M113 et leur véhicule de combat d'infanterie M2/M3.
L'URSS a même utilisé des alliages de magnésium pour certaines parties de ses BMP. Dans les deux cas, cela n'a pas été un franc succès. Ces métaux ont un point de fusion bien inférieur à celui de l'acier. Quand ils sont pénétrés, des fragments du blindage prennent littéralement feu, diffusant du métal en fusion autour et à l'intérieur du véhicule. En Afghanistan, les BMP en feu étaient très communs. Le mauvais choix de la place des réservoirs (intégrés aux portes arrière) a évidemment beaucoup contribué à la fâcheuse tendance qu'avaient les BMP à se transformer en torches.
Depuis la fin des années 2000, des blindages cages en textile constitués de tissu à haute résistance, bien plus légers que l'aluminium, sont apparus.

### Dommages indirects
On ne sait pas grand-chose des dommages infligés par un tir non pénétrant. Pendant la Seconde Guerre mondiale, un tir de ce genre pouvait très bien blesser ou tuer l'équipage, notamment pour les chars qui utilisaient un blindage à rivets. Les chars soudés ou moulés passaient certainement mieux l'épreuve, mais l'équipage était encore grièvement blessé par le choc, les éclats intérieurs de blindage filant partout dans le char à partir du point d'impact. De plus, les chars de la Seconde Guerre mondiale tiraient avec des canons de calibre compris entre 50  et   85 mm. Les obus actuels atteignent des calibres de 120  à   125 mm et emportent une charge double ou triple. Même avec des revêtements anti-éclats et de nouveaux blindages composites, un coup au but qui pénètre en partie le blindage peut provoquer des effets secondaires très destructeurs.
Les dommages indirects peuvent être importants dans le cas d'un Abrams atteint par un missile antichar ou un explosif HEAT. En négligeant les dommages indirects, l'Abrams résiste aux missiles tirés sur son avant, car ils n'ont pratiquement aucune chance de pénétrer. Il en résulte des dommages indirects, blessures ou mort des membres d'équipage.

## Blindage civil

### Engin de chantier
Certains engins de chantier sont pourvus d'une cage métallique permettant de protéger le conducteur de la chute de tout objet. Ceci est particulièrement important pour les engins dédiés à la démolition de bâtiments.

### Serrurerie
En serrurerie, le blindage consiste à renforcer une porte, une fenêtre, un volet ou son huisserie au moyen de protections métalliques offrant une résistance accrue à l'effraction.
Les métalliers s'orientent aujourd'hui vers la fabrication de blocs-portes. Un bloc-porte est un ensemble huisserie/porte en métal avec des paumelles à billes soudées. Il existe un grand nombre de moyens contribuant au blindage d'une porte, comme les cornières anti-pinces, les plats de battements, les barres de seuil, etc.